# Milliméteres hullámok és biotechnológia

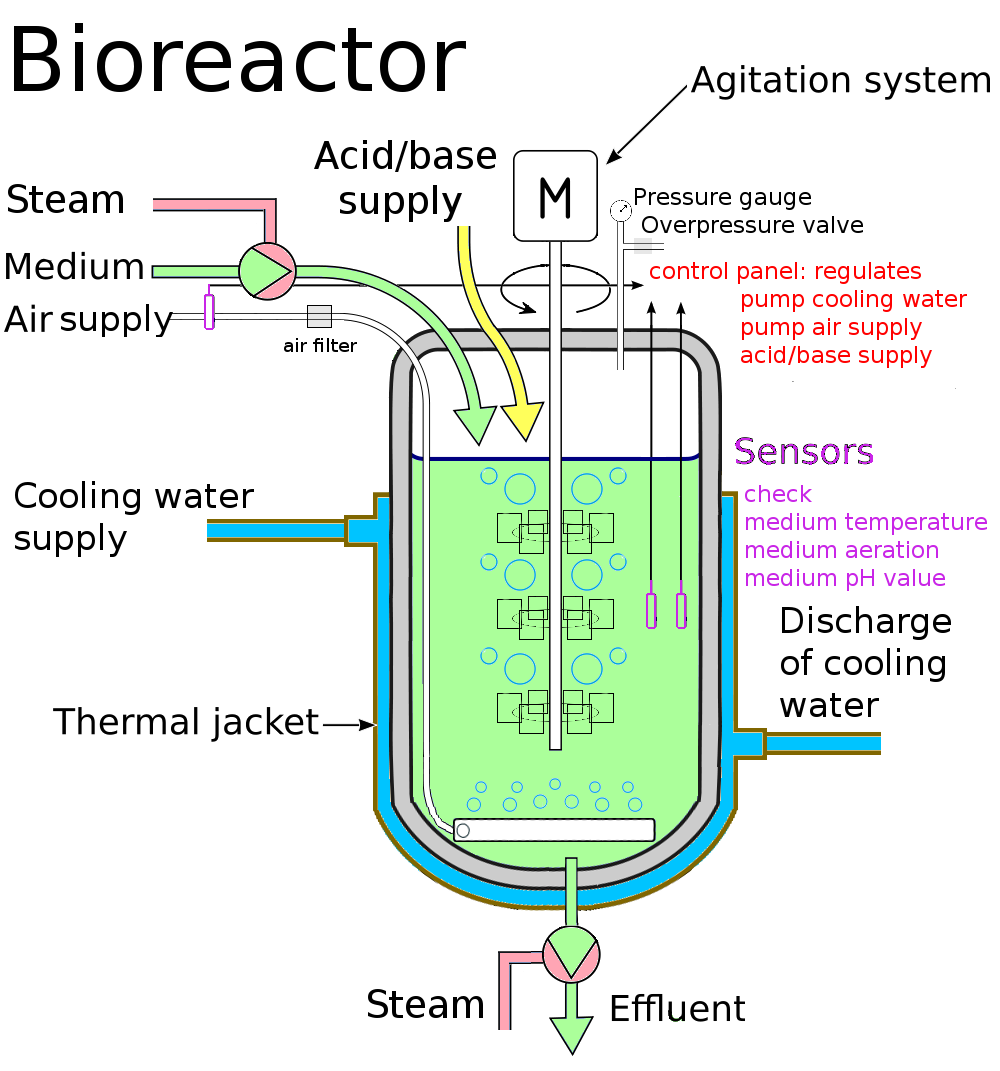
Valós idejű bioreaktor

A milliméteres hullám (millimeter wave, röv: MMW) rendkívül magas frekvenciájú (Extremely High Frequency, röv: EHF) elektromágneses hullám. A Nemzetközi Távközlési Unió (ITU) meghatározása szerint a hullámsáv frekvenciája 30-300 gigahertz közötti (1 GHz = 109 másodpercenkénti rezgésszám). A biológiai hatásait az 1960-as évek közepétől kutatják Európában, majd az 1970-es évektől csak a Szovjetunióban. A MM-hullámok gyakorlati alkalmazásának ezen területe meglehetősen új, viszont gazdag előtörténettel rendelkezik. Köztudott, hogy biotechnológia alatt általában "élő szervezetek általi előállítást, illetve az élet technológiája" értendő. Napjainkban a biotechnológia azon három legperspektivikusabb tudományos irányzat közé tartozik, amelyek meghatározzák a 21. század világgazdaságát (ide tartozik még a nanotechnológia és az elektronika).

## A biotechnológia eredete

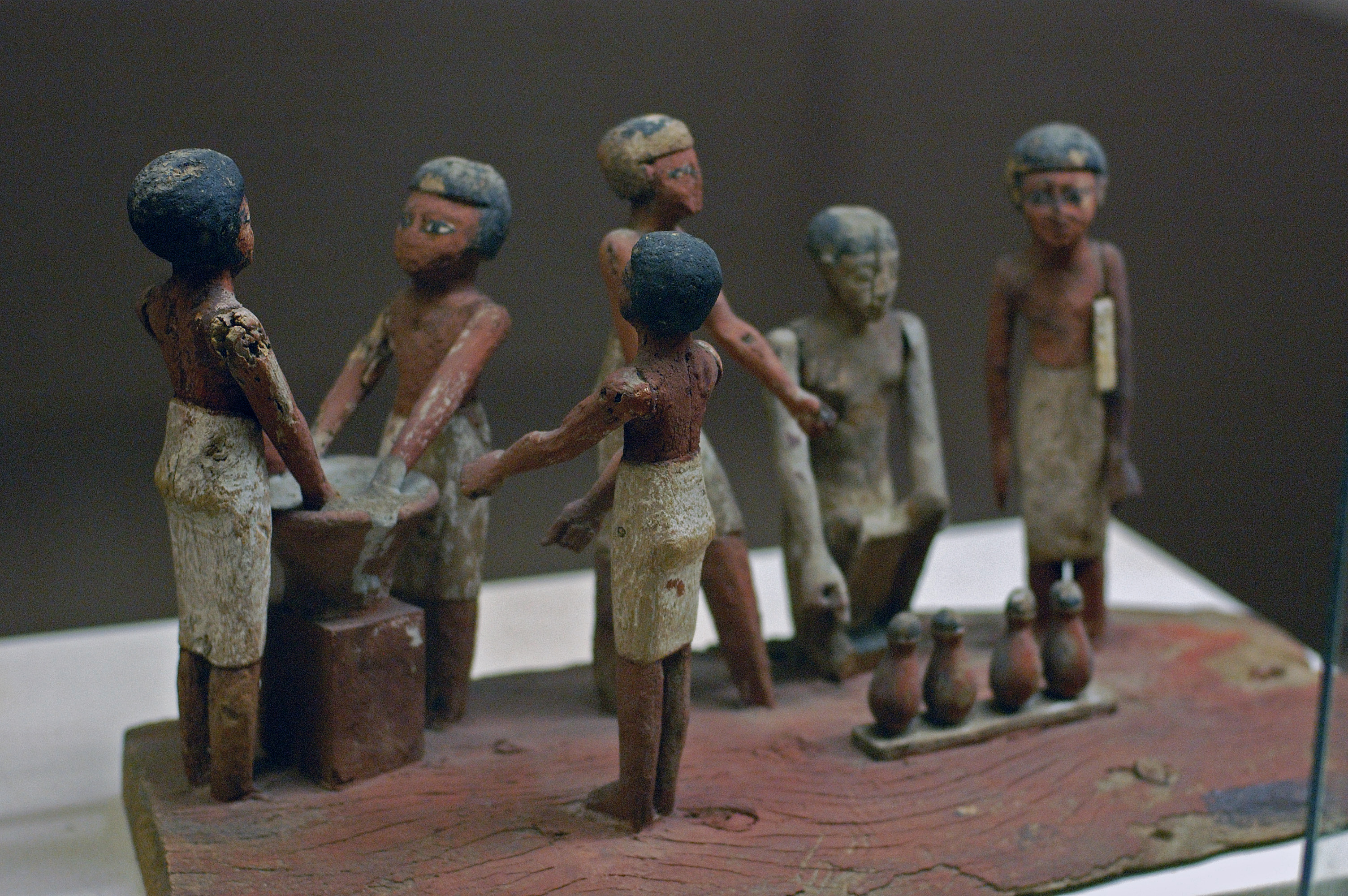
Egyiptomi sörkészítők (Rosicrucian Egyptian Museum in San Jose, Kalifornia)

A biotechnológia eredete az ősi időkben rejlik, amikor az ember elkezdte a növények művelését és az állatok háziasítását, s később megtanult árpából sört főzni. A sörnek nagy szerepe van a biotechnológia kialakulása szempontjából, mivel azt csak biotechnológiai folyamat alkalmazásával lehetséges előállítani, vagyis a cukrot szesszé átalakító mikroorganizmusok felhasználásával. Az ember már az ősi időkben megtanult kenyérsütés céljából élesztős tésztát készíteni, mely folyamat mikroorganizmusok – élesztő – részvételével történik. Hasonlóan régen szembesült az ember a bor megsavanyodásával is, mígnem megértette, hogy eme bosszantó biotechnológiai folyamat oka a bor mikroorganizmusai (a szeszt ecetsavvá átalakító borélesztő), melyek könnyen legyőzhetőek egy jól ismert folyamattal – a pasztörizálással. Mint a fentebb említett példákból is kitűnik, a biotechnológiai folyamatok alapja a mikroorganizmusok biokémiai aktivitásának felhasználása. Az élőlények között a mikroorganizmusok a biotechnológia alapvető objektumai.

## MM-hullámok hatása a mikroorganizmusokra
Széles perspektívák tárulnak elénk az elektromágneses mezőknek és hullámoknak a különféle biotechnológiai folyamatokban történő felhasználása során. Már az ezen irányzatban publikált első művekben kimutatták, hogy az MM-hullámok hatására megváltozik a mikroorganizmusok élettevékenységének jellege: hatással vannak a sejtnyomásra, a fermentumok szintézisére, a biomassza növekedési sebességének változására és annak kiürítésére, a mikroorganizmusok morfológiai elváltozásához és biológiai tulajdonságaik megváltozásához vezethetnek. Így az MM-hullámok hatására megváltozhatnak a mikroorganizmusok élettevékenységének paraméterei, fiziológiai aktivitásuk szabályozása, megtörténik tartalék lehetőségeik mobilizálása. Például, az Aspergillus gomba vízben oldott spóráira történő behatással 2,5-3-szorosára növelhető azok fibrinolitikus aktivitása; az amilolitikus enzimeket előállító szerepű, az élesztőgombákhoz hasonlatos endomikoriza gombára való behatással elérhető az illető kultúra amilolitikus aktivitásának 50%-os növekedése. A patogén mikroorganizmusokra történő behatás a különféle eredetű staphylococcus törzsek antibiotikumokkal szembeni érzékenységének, valamint a belőlük kinyert antigén anyagok immunobiológiai aktivitásának megváltozásához vezet.

## Sörgyártás és MM-hullámok
Az MM-hullámoknak a biotechnológiai folyamatokban történő alkalmazásának első komolyabb kísérlete sörélesztők felhasználásával, a sörfőző iparban volt. A munkák úgy laboratóriumi, mint termelési körülmények között a Moszkvai Kísérleti Sörfőző Üzemben folytak Frjazinóban a múlt század hetvenes éveinek végén, a nyolcvanas éveinek elején. Az elvégzett kísérletek célja az alacsony intenzitású, MM-hullámoknak az élesztő sejtjeire a sörfőzési folyamat intenzitása növelésének és a végtermék minősége javításának céljából történő alkalmazása lehetőségének tanulmányozása volt. A kísérlet alanyául az iparilag értékes saccharom carlsb sörélesztő szolgált. A laboratóriumi körülmények között elvégzett kísérletek eredményei arról tanúskodnak, hogy az inokulum MM-hullámokkal való besugárzása a termelési folyamat intenzitásának növekedéséhez, a sör ízminőségének és tápértékének javulásához vezet 6,036 mm-es hullámhosszon, frekvenciamodulált módban, ipari frekvencián történő besugárzás esetén. Csökken az erjedés időtartama, megnő a flokkuláció-képesség, csökken a diacetilek és az aldehidek mennyisége, megnő a glikogéntartalom, azaz növekszik a sör tápértéke. Kísérleti úton az MM-hullámok további két lényeges tulajdonságát is kimutatták: a sejtfunkciókra negatívan ható faktorok gyengülése, valamint az élesztőkultúrák bioszintetikus aktivitása különféle behatások nyomán történő repressziójának helyreállítása.

## Foto-biotechnológiai és mikroalgák

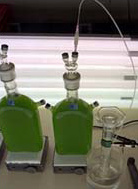
Hidrogéngázt termelő biohidrogén-reaktor, amely zöldalgák (Chlamydomonas
reinhardtii) felhasználásával készült

Napjainkban a mikro-algák (fotoszintetizáló élőlények) a biotechnológia (foto-biotechnológia) egyik legfontosabb alanyai, és elképzelhető, hogy az ipari fotoszintézis egyik legfontosabb objektumai lesznek (ezt az elképzelést annak idején K.A. Tyimirjazev fogalmazta meg). Élettevékenységük során a fotoszintetizáló élőlények az energia meglehetősen olcsó, természetes forrásai, ezért nagy előnyökkel rendelkeznek a modern biotechnológia tradicionális objektumaival, a heterotróf mikroorganizmusokkal szemben, melyek önnön táplálásukra kész szerves anyagokat használnak (egyes baktériumokat, gombákat stb.).
Az MGU Biológiai Fakultásán az Orosz TA Rádióelektronikai Intézetével az utóbbi 15 év során közösen elvégzett számos kísérlet azt eredményezte, hogy az alacsony intenzitású MM-hullámok a mikroalgák szempontjából jelentős stimuláló tulajdonságokkal rendelkeznek: a fotoszintetizáló folyamatok jelentős fokozódását figyelték meg, ami a későbbiekben is megmaradt. Például a spirulinával (Spirulina platensis) elvégzett kísérletek során az MM-sugárzás biotropikus paramétereinek optimális megválasztása esetén a kapott biomassza mennyisége a kontrollal szemben elérte a 250%-os nagyságrendet. Ugyanakkor a biomassza növelése stimulálásának hagyományos (vegyi) módszerei esetén ez a növekedés 25-30% volt.
A zöld mikro-alga, a Platymonas viridis esetében a biomasszának a besugárzás optimális körülményei közötti növekedése körülbelül 170% volt. Ahogy a spirulina esetében, a biomassza növekedését is a táptalaj reakcióképességének növekedése kísérte.

## Növényi magvak csíráztatása és milliméteres hullámok
Különféle mezőgazdasági kultúrák magvaival végeztek kísérleteket. Ezeket a kísérletek a Tyimirjazev K.A. Moszkvai Mezőgazdasági Akadémián zajlottak az Orosz TA Rádióelektronikai Intézetének közreműködésével. Stimuláló hatást figyeltek meg az MM-hullámoknak a saláta magvaira történt behatása esetén (a kontrollhoz képest a csírázás növekedése 38%, a biomasszáé - 36-41%), paradicsomnál (csírázás - 38%), kapor (csírázás - 35%, biomassza - 43%).

## Következtetések
A biotechnológia tradicionális módszereiről szóló munkák rövid áttekintése optimista következtetés levonását teszi lehetővé, miszerint az elektromágneses biotechnológia előtt széles tevékenységi terület áll. Az eddig felhalmozott gazdag kísérleti anyag az MM-hullámoknak mikroorganizmusok felhasználásával a biotechnológiai folyamatokban történő alkalmazásáról keresett lehet és kell legyen.